# Selections from the Paramount Picture „Just for You”
Selections from the Paramount Picture „Just for You” – studyjny album muzyczny autorstwa Binga Crosby’ego, Jane Wyman i The Andrews Sisters wydany w 1952 roku przez Decca Records, zawierający utwory zaprezentowane w filmie Just for You. Wszystkie piosenki zostały napisane przez Harry’ego Warrena (muzyka) i Leo Robina (teksty).

## Lista utworów

### Strona 1
1. „Just for You”; Bing Crosby
2. „On the 10:10 from Ten-Ten-Tennessee”; Bing Crosby
3. „He’s Just Crazy for Me”; Jane Wyman
4. „Checkin’ My Heart”; Jane Wyman

### Strona 2
1. „Zing a Little Zong”; Bing Crosby z Jane Wyman
2. „The Maiden of Guadalupe”; Jane Wyman
3. "I'll Si-si Ya in Bahia"; Bing Crosby z The Andrews Sisters
4. "The Live Oak Tree"; Bing Crosby z The Andrews Sisters